# 古市胤賢
古市 胤賢（ふるいち いんけん）は、室町時代前期の僧侶、武士。興福寺大乗院の筆頭衆徒である。

## 略歴
- 1386年（至徳3年）、摂津垂水牧牧務職文書写（『春日大社文書』838）において沙汰衆の一人であり[3][4]、大乗院記録の内、室町初期の『御兵士引付』に宿衛を務めた武士に胤賢の名が現れる[5]。
- 1406年4月4日（應永13年3月16日）、興福寺大乗院領大和若槻庄（現在の大和郡山市）の下司と公文の二つの職務に任命された[6]。